# Bonnegarde
Bonnegarde é uma comuna francesa na região administrativa da Nova Aquitânia, no departamento Landes. Estende-se por uma área de 9,79 km². Em 2010 a comuna tinha 276 habitantes (densidade: 28,2 hab./km²).